# Il faut vivre dangereusement
Pour plus de détails, voir Fiche technique et Distribution.
Il faut vivre dangereusement est une comédie policière française réalisée en 1974 par Claude Makovski et sortie en 1975.
Le titre s'inspire de l'une des formules les plus célèbres de Friedrich Nietzsche: "Croyez-moi ! Le secret pour récolter la plus grande fécondité, la plus grande jouissance de l'existence, consiste à vivre dangereusement !"

## Synopsis
Un détective privé, ancien inspecteur de police désœuvré, est chargé d'une enquête qui s'avère vite plutôt compliquée, mais il est aidé par sa maîtresse, une femme perspicace.

## Fiche technique
| - Titre : Il faut vivre dangereusement - Réalisateur : Claude Makovski - Scénaristes : Claude Makovski, Nelly Kaplan et Claude Veillot d'après le roman Les Suicidés du Printemps de Raymond Marlot - Dialoguistes : Claude Makovski, Nelly Kaplan et Claude Veillot - Musique : Claude Bolling - Directeur de la photographie : Jean Badal - Cadreur : Jean Charvein - Ingénieur du son : Maurice Laumain - Chef décorateur : Jacques Dugied - Assistant réalisateur : Daniel Janneau - Second assistant réalisateur : Gérard Landrot - Photographe de plateau : Yves Manciet - Maquilleur : Alexandre Marcus | - Costumière : Christiane Fageol - Effets spéciaux : Cascades voitures réglées par Rémy Julienne - Scripte : Lucile Costa - Monteuse : Jocelyne Triquet - Pays de production : France - Sociétés de production : Les Films de La Chouette (France), ORTF (France) - Productrice déléguée : Nelly Kaplan - Directeurs de production : Louis Wipf, Jean Lefèvre - Distributeur d'origine : Twentieth Century Fox, Lira Films (Paris) - Format : couleur par Eastmancolor - 1.33:1 - Son monophonique - 35 mm - Genre : comédie policière - Durée : 105 minutes (1h 45) - Date de sortie : - France : 3 septembre 1975 |

## Distribution
- Claude Brasseur : Richard Diquet, détective privé
- Annie Girardot : Léone, la compagne de Richard Diquet
- Sydne Rome : Lorraine
- Daniel Ivernel : Germain Badinget
- Hans-Christian Blech : Schulz alias Ritter
- Roger Blin : Murdoc
- Mylène Demongeot : Laurence, une prostituée de luxe dans un clandé
- Bouboule : Laurent
- Muni : Célestine
- Roland Lesaffre : Edouard Lory
- Gérard Séty : Courtade, le garagiste
- Karin Albin : Denise Courtade, sa femme, effeuilleuse
- Jacques Rispal : le régisseur du cabaret
- Gérard Landrot : l'apprenti garagiste
- Samson Fainsilber : l'homme aux oiseaux
- Alexandre Rignault : l'avocat
- Michel Delahaye : le médecin de l'hôpital
- Jeanik Ducot : le patron du restaurant
- Mario Santini : Bernard
- Agathe Godard
- Ortrud
- Odile Astié : cascadeuse